# Zliechovská kotlina
Zliechovská kotlina je geomorfologickou částí Zliechovské hornatiny.  Leží v její centrální části, v blízkém okolí obce Zliechov v Ilavském okrese. 

## Vymezení
Nachází se na rozhraní západního a středního Slovenska, v centrální části Zliechovské hornatiny, podcelku Strážovských vrchů. Má přibližně tvar trojúhelníku a v jejím centru leží obec Zliechov. Ze severu a východu ji ohraničuje Strážov, z jihu Javorinka a ze západu Belianská vrchovina, vše geomorfologické části Zliechovské hornatiny. 
Přímo nad východním okrajem kotliny leží masiv vrchu Strážov (1213 m n. m.), který je dominantou celého pohoří a poskytuje kruhový výhled na široké okolí. Zajímavostí kotliny je její příslušnost ke dvěma povodím; severní část odvodňuje přítok Podhradského potoka, směřujícího do Váhu, jižní část odvodňuje Slávikovský potok, směřující jižním směrem do Jaseniny a následně do Nitrice. 
Územím vede ze severozápadu (od obce Košeca) na jihovýchod (do obce Valaská Belá) silnice III/1912, na kterou se v sedle na východním okraji připojuje silnice III/2112 do obce Čičmany a dále do Rajecké kotliny. 

## Ochrana přírody
Kotlina je součástí Chráněné krajinné oblasti Strážovské vrchy. Zvláště chráněným územím je přírodní památka Zliechovský močiar, na východním okraji leží národní přírodní rezervace Strážov. 

## Turismus
Kotlina s rázovitou obcí Zliechov v centrální části Strážovských vrchů, poskytuje východisko túr do okolí, především na vrch Strážov. Kotlinou na něj vede přes Zliechov Evropská dálková trasa E8 a Cesta hrdinů SNP, která pokračuje dále do Čičman.

### Turistické trasy
- po  červené značce (E8 a Cesta hrdinů SNP) z obce Horná Poruba přes vrch Vápeč a Zliechovskou kotlinou na Strážov
- po  modré značce z Mojtína do Zliechova
- po  zelené značce z Pružiny do Zliechova
- po místní značce, kopírující cestu do osady Košecké Rovné[2]